# 麗島花井介
麗島花井介（学名：Hanaiborchella formosana）为浪花介科花井介屬下的一个种。